# Heterochelus auricollis
Heterochelus auricollis är en skalbaggsart som beskrevs av Hermann Burmeister 1855. Heterochelus auricollis ingår i släktet Heterochelus och familjen Melolonthidae. Inga underarter finns listade i Catalogue of Life.